# Høvisk
En høvisk opførsel er en dannet, høflig og ærbar opførsel, der især blev central for de højerestående samfundslag i løbet af middelalderen. Høvisk kultur vandt frem grundet ændrede normer i samfundet. En høvisk opførsel og tale er tegn på god etikette.

## Historisk udvikling af høvisk kultur
Fra Karl den Stores tid og til slutningen af middelalderen ændrede ridderens liv sig meget.
Ridderens rolle udviklede sig i den periode fra at være den rå, voldelige ryttersoldat, der kun levede for at dræbe og slås, til at blive den forfinede og dannede hofmand og kriger, som meget hellere ville sætte sin fjende i fængsel end dræbe ham.
Denne udvikling, som lavede riddernes kultur om, kom da centralmagterne blev opløst, for det betød at feudalherrerne selv måtte finde ud af at have et godt forhold både til deres ligemænd og til deres vasaller. Alle feudalherrer skabte deres egne uafhængige militære enheder.
I det 12. og 13. århundrede var det feudalherrerne og deres hustruer, der var i centrum. Rundt om dem havde de deres familie, andre fyrster og vasaller. Når feudalherren var bortrejst fra sit hof, var det herrens hustru, der var stedfortræder. Her var det hende, der var centrum for det hele. Ridderne og vasallerne respekterede hende, og nogle af ridderne kunne også gå hen og tilbede hende. Det var en del af den høviske kultur, at man også respekterede kvinder som de øverste.
En anden ting, som fik betydning for udviklingen i hofferne, var kirken. Kirkens mænd blev tit knyttet til hoffet som præster, embedsmænd og lærere. Når præsterne var på hoffet, blev kvinder og mænd i overklassen mere og mere interesseret i uddannelse og almen dannelse. Det betød, at livet ved hoffet blev lagt i faste ceremonielle rammer. Dermed blev omgangsformerne mere og mere høviske, og det betød også, at det blev en vigtig ting i de unge ridderes opdragelse og oplæring, at de skulle lære at være høviske. Høviskhed bestod dog ikke kun af god opførsel, for det drejede sig også om personlig renlighed, smuk påklædning og gode bordmanerer. Desuden var gavmildhed og generøsitet ting, som der blev lagt megen vægt på. Høviskhed havde også betydning for herren på hoffet. Han skulle sørge for at skabe retfærdighed på sit gods og i sit landområde.
I samme periode blev der skrevet digte af troubadurerne. Den litteratur, der blev skrevet i den høviske kultur, handlede ofte om høvisk kærlighed. Litteraturen beskrev i flere tilfælde, hvordan den elskende dag og nat tænkte på den udvalgte.